# Предаване на имена от македонска книжовна норма на български книжовен език
Предаването на имена от езиковата норма в Северна Македония на българската графична система се осъществява при спазване на общия принцип, по който в съвременния български книжовен език се предават български и чужди лични имена. Този принцип е: максимално точно предаване на звученето на съответното име чрез средствата на съвременната българска графична система.

## Необходимост
Дълго време при адаптация на документи на северномакедонски граждани на книжовен български език (терминът адаптация е възприет от Министерството на външните работи) не се спазват единни правила за предаване на максимално точното звучене на собствените и фамилните имена. Това затруднява точното и еднакво изписване на тези имена.
От началото на 1990-те се наблюдава засилена тенденция граждани на Северна Македония да подават документи за българско гражданство. В случай на придобиване на такова, а по-точно – при изготвяне на български документи за самоличност, имената им се изписват според правилата на българския правопис, но не винаги предават точно оригиналното звучене. Това става причина през 2003 г. МВнР да се обърне към Института за български език към БАН за уточняване на правилата, от които да се ръководят българските преводачи.

## Правила
На 4 ноември 2003 г. Институтът за български език към БАН изпраща писмо до МВнР, в което са представени в най-общ вид правилата за предаване на имена на граждани на Северна Македония с българската графична система. Тези правила са изготвени след консултации с ръководството на Секцията за българска диалектология при Института за български език, като освен това е взет предвид и справочникът „Правопис на македонския книжовен език с правописен речник“ („Правопис на македонскиот литературен јазик со правописен речник“) (1970).

### Правила за транскрипция
В споменатото писмо са представени 7 общи правила за предаване в съвременния български книжовен език чрез транскрипция на знаци от македонската азбука, които са различни от тези в българската азбука:
1. Знакът Ј (главна буква), ј (малка буква) се предава чрез буквата Й (й) или чрез буквени съчетания, в зависимост от позицията му в думата:
  - в началото на думата и пред е, чрез буквата Й (й): например Јероним – Йероним и т.н.
  - в края на думата след и, чрез буквата Й (й): Методиј – Методий и т.н.
  - между две гласни, от която втората е а или между съгласна и гласната а, чрез съчетание от първата гласна или съгласна и буквата я, например: Бојан – Боян, Марија – Мария, Илија – Илия, Билјана – Биляна, Лилјана – Лиляна и т.н.
  - между две гласни, от която втората е о, чрез буквата Й (й): Маријо – Марийо и т.н.
2. Знакът Ќ (главна буква), ќ (малка буква) (вариант на палатално к) се предава чрез:
  - буква К (к) в някои позиции на думата, например Божиќ – Божик, Ќемал – Кемал и т.н.
  - съчетанието на буквите Ќ + а се предава чрез съчетанието кя, например: Ќаевска – Кяевска и т.н.
  - съчетанието на буквите Ќ + у се предава чрез съчетанието кю, например: Ќустендил – Кюстендил и т.н.
  - съчетанието на буквите Ќ + о се предава чрез съчетанието кьо
3. Знакът Ѓ (главна буква), ѓ (малка буква) (вариант на палатално г) се предава чрез:
  - буква Г (г) в някои позиции на думата, например Ѓерасимова – Герасимова, Анѓелина – Ангелина и т.н.
  - съчетанието на буквите Ѓ + о се предава чрез съчетанието гьо, например: Ѓорче – Гьорче и т.н.
  - съчетанието на буквите Ѓ + а се предава чрез съчетанието гя, например: Ѓаково – Гяково и т.н.
  - съчетанието на буквите Ѓ + у се предава чрез съчетанието гю, например: Ѓуровски – Гюровски и т.н.
  - при предаване на имена като Ѓорѓи, Ѓорѓија и т.н. се запазва приетото изписване на български: Георги, Георгия и т.н.
4. Знакът Ѕ (главна буква), ѕ (малка буква) се среща в ограничен брой случаи и най-точно се предава чрез буквеното съчетание дз, например: Ѕака – Дзака, Ѕана – Дзана, Ѕоѕе – Дзодзе и т.н.
5. Знакът Љ (главна буква), љ (малка буква) означава меко л, като мекостта, в зависимост от позицията в думата, се предава по следния начин:
  - пред гласна а, чрез буква я, например: Каља – Каля и т.н.
  - пред гласна о, чрез буквено съчетание ьо, например: Иљо – Ильо, Дељо – Дельо и т.н.
  - пред гласна у, чрез буква ю, например: Љубе – Любе, Љупче – Любче и т.н.
  - пред съгласна мекостта не се отбелязва и на български се предава с л: Иљка – Илка и т.н.
6. Знакът Њ (главна буква), њ (малка буква) означава меко н, като мекостта, в зависимост от позицията в думата, се предава по правилата за предаване на знака љ, например: Пчиња – Пчиня, Гањо – Ганьо, Пањко – Панко и т.н.
7. Знакът Џ (главна буква), џ (малка буква) се среща в ограничен брой случаи и най-точно се предава чрез буквеното съчетание дж, например: Чекреџи – Чекреджи, Кантранџиски – Катранджийски и т.н.

#### Забележки
- Не всички примери по-горе са взети от цитираното писмо, а са потърсени по-подходящи.
- В горните правила не са посочени някои случаи, като например предаване на буквеното съчетание ју с ю, например Југославка – Югославка и т.н.
- За мъжкото име Маријо – Марийо е необходимо да се отбележи, че на български се пише Марио.

### Правила за транслитерация
В споменатото писмо се препоръчва за предаване на македонски имена с българската графична система да се използват и възможностите на транслитерацията, особено при предаване на лични имена в официални документи, например паспорти. Основните принципи за транслитерация са публикувани в „Държавен вестник“, бр. 33 от 1999 и бр. 14 от 2000.